# Mioquimia
Mioquimia (do grego Mys- músculo, -kymos onda) se refere a contração involuntária, localizada, rápida e espontânea de um ou mais músculos, mas sem força suficiente para mover articulações. Em geral, benigno e desaparece sem complicações. É mais frequente na pálpebra, face, mãos ou pés.

## Causas
Fatores que contribuem para mioquimias são o excesso de cafeína, altos níveis de ansiedade, fadiga, estresse, excesso de trabalho e sono pouco revigorante. O uso de certas drogas ou álcool também podem ser factores desencadeadores. É comum também mioquimia após exercícios pesados, desgaste muscular crônico causado por esforços musculares repetitivos e desequilíbrio na quantidade de potássio no organismo.
Também pode estar associado a problemas na mielina (camadas de membrana plasmática que envolvem os axônios) ou nos canais de potássio ou pode ser um sintoma da síndrome de Isaac.

## Tratamento
Geralmente resolve sozinha pelo próprio organismo, sem causar qualquer complicação, então quase sempre não exige medicação. Descansar, beber água e moderar o consumo de álcool e cafeína é recomendado. Compressas com um pano limpo com água morna podem aliviar a tensão muscular no local. Caso a causa seja uma alergia um anti-histamínico pode resolver. 
Injeções com Botox também podem ser usadas para imobilizar os músculos diminuindo as contrações indesejadas no local.
Fenitoína e/ou carbamazepina também podem ser usadas no caso de síndrome de Isaac.